# Мужская сборная Ямайки по хоккею на траве
Мужская сборная Ямайки по хоккею на траве — мужская сборная по хоккею на траве, представляющая Ямайку на международной арене. Управляющим органом сборной выступает Федерация хоккея на траве Ямайки (англ. Jamaica Hockey Federation).
Сборная занимает (по состоянию на 6 июля 2015) 57-е место в рейтинге Международной федерации хоккея на траве (FIH).

## Результаты выступлений

### Мировая лига
- 2012/13 — не участвовали
- 2014/15 — ??-е место (выбыли в 1-м раунде)

### Панамериканские игры
- 1967 — 5-е место
- 1971 — 6-е место
- 1975 — 4-е место
- 1979 — 8-е место
- 1983 — не участвовали
- 1987 — 9-е место
- 1991 — 9-е место
- 1995—2015 — не участвовали

### Панамериканский чемпионат
- 2000 — 8-е место
- 2004—2013 — не участвовали
- 2017 — не квалифицированы

### Игры Центральной Америки и Карибского бассейна
- 1982 — 5-е место
- 1986 — не участвовали
- 1990 — 5-е место
- 1993 — не участвовали
- 1998 — 6-е место
- 2002 — 6-е место
- 2006 — не участвовали
- 2010 — 7-е место
- 2014 — 6-е место